# Estenomicríneos
Estenomicríneos (Stenomicrinae) são uma subfamília da família dos periscelidídeos (Periscelididae ) de insectos pertencente à ordem Diptera.
Género:
- Podocera Czerny, 1929